# Notti romane al sepolcro degli Scipioni
Notti romane al sepolcro degli Scipioni è un romanzo scritto da Alessandro Verri. La prima parte dell'opera venne pubblicata nel 1782, mentre l'edizione definitiva è solo del 1804. 

## Antefatti
Verri inizia a scrivere la sua opera ispirandosi alle iscrizioni sepolcrali sulle tombe dell'antica famiglia patrizia romana degli Scipioni: infatti nel 1780 a Roma nei pressi della via Appia viene scoperto il cosiddetto Sepolcro degli Scipioni, il monumento funebre della famiglia; questo ritrovamento incoraggia Alessandro Verri a scrivere tale opera. Ed è proprio nel Settecento che nasce l'archeologia, l'interesse per le rovine, la curiosità per i resti del passato: c'è una grande valorizzazione, soprattutto nell'ultima parte del Settecento, di quelle aree geografiche in cui ci sono resti abbandonati.

## Trama
Verri nella sua opera immagina di incontrare gli spiriti degli antichi romani, guidati da Cicerone, e di intrattenersi con loro, parlando della grandezza e della decadenza delle civiltà, di istituzioni, di leggi e di religione. In una seconda parte, abbandonando il paesaggio notturno delle rovine sulla via Appia, Verri immagina di accompagnare gli spettri nella città nuova, quella “seconda" Roma cristiana che trova il suo centro nella Basilica di San Pietro.